# Secció militar
La secció és una unitat militar dins els exèrcits de terra.

## Espanya
Normalment està formada per entre 2 i 5 escamots, segons l'arma o l'especialitat i suma uns efectius d'entre 20 a 40 homes. La suma de 3 o més seccions forma una companyia. Normalment està comandada per un oficial subaltern que pot ser un alferes o tinent.